# 大宜見小太郎
大宜見 小太郎（おおぎみ こたろう、1919年1月2日 - 1994年7月26日）は、沖縄県那覇市出身の俳優、脚本家、演出家、舞踊家。沖縄芝居の大御所として知られ、沖縄俳優協会会長もつとめた。なお、「大宣見小太郎」「大宜味小太郎」等と誤記されることも多い。
生誕時の本名は、當間朝義（幼名太郎）。やがて、沖縄芝居の役者の、大宜見朝良の養子に入り、本名「大宜見朝義」となった。さらに、当時の役者には、「太郎」と名乗る者が多かったことから、「大宜見小太郎」を芸名にした。また、南一郎のペンネームで200本以上の脚本を書いている。
妻は女優の大宜見静子。

## 略歴
小学生時代から子役として活躍する。
1940年に大阪に赴き「琉球演劇舞踊団」を結成。大阪在住の沖縄人向けに、沖縄芸能を上演した。
戦後、1946年に沖縄に戻り、1949年に「大伸座」を結成。曾我廼家十吾・渋谷天外らの家庭劇の『丘の一本杉』を沖縄芝居に改作した人情喜劇『丘の一本松』で、頑固者の鍛冶屋の親父を演じて人気を博す。また、歌劇『泊阿嘉』ではアンマー（老女）役を演じた。その芸風は「小太郎芸」として親しまれた。
沖縄タイムス芸術選奨大賞、文部省地域文化功労賞、那覇市民功労賞、琉球新報賞を受賞。

## 出演

### テレビドラマ
- 土曜ドラマ 鎌田敏夫シリーズ / 十字路 第一部第3話「沖縄編 自由」（1978年、NHK）
- 何時の日ぞ（1982年、沖縄テレビ）
- ハーモニー家の人々（1992年、琉球放送）

### 映画
- パラダイスビュー（1985年）

### ラジオ
- 民謡で今日拝なびら（RBCiラジオ）

## 著書
- 『小太郎の 語やびら うちなあ芝居』青い海出版社 1976年6月[2]